# Holger Helbig
Holger Helbig (* 29. November 1965 in Mühlhausen/Thüringen) ist ein deutscher Literaturwissenschaftler. Sein Spezialgebiet ist der Schriftsteller Uwe Johnson.

## Leben
Holger Helbig wurde 1965 als Sohn eines Drehers und einer Lehrerin im thüringischen Mühlhausen geboren. Er besuchte von 1972 bis zu seinem Abitur 1984 allgemeinbildende Schulen in seiner Geburtsstadt. Von 1984 bis 1987 leistete er seinen Wehrdienst in der Nationalen Volksarmee.
Im November 1987 nahm er ein Studium der Germanistik und Anglistik auf Lehramt an der Friedrich-Schiller-Universität Jena auf. Von November 1991 bis Juli 1993 setzte er das Studium an der Friedrich-Alexander-Universität Erlangen-Nürnberg fort und beendete es als Magister, wobei er in den letzten Semestern durch ein Stipendium der Studienstiftung des deutschen Volkes finanziell unterstützt wurde. Dieselbe Stiftung gewährte ihm 1994/95 ein Promotionsstipendium. Seine Dissertation vom Juli 1995 trägt den Titel Beschreibung einer Beschreibung. Untersuchungen zu Uwe Johnsons Roman „Das dritte Buch über Achim“. 1996 hielt er sich als Visiting Scholar am Department of Germanic Languages der Columbia University in New York City auf. Im Oktober desselben Jahres ging er als wissenschaftlicher Assistent an das Institut für Deutsche Sprach- und Literaturwissenschaft der Universität Erlangen-Nürnberg. 2003 – im Jahr seiner Habilitation mit einer Arbeit über Goethes Farbenlehre – wurde er dort Oberassistent.
1999 legte er nach langjähriger gemeinschaftlicher Vorbereitung mit befreundeten Johnson-Kennern einen Kommentarband zum Roman Jahrestage vor. 1994 hatte er bereits mit Ulrich Fries das Johnson-Jahrbuch begründet. Nachdem er auch Gedichte in Anthologien veröffentlicht hatte, erschien 2002 sein bisher (Stand Ende 2021) einziger eigener Lyrikband mit dem Titel Bewahrt auf der Netzhaut, für den er 2003 einen der bayerischen Literaturförderpreise erhielt.
Für die Jahre 2005 bis 2009 erhielt Helbig ein Heisenberg-Stipendium der Deutschen Forschungsgemeinschaft (DFG). 2008 übte er eine Gastdozentur am Department of Germanic Languages and Literatures der Harvard University in Cambridge, Massachusetts, aus. Im folgenden Jahr trat er eine Vertretungsprofessur an, die in die neu geschaffene Uwe-Johnson-Stiftungsprofessur für Neuere deutsche Literaturwissenschaft am Institut für Germanistik der Universität Rostock mündete. Zuständig ist er seitdem für die Betreuung des Johnson-Archivs, die Leitung der Johnson-Forschungsstelle und die Koordination der Fortführung der Uwe Johnson-Werkausgabe der Berlin-Brandenburgischen Akademie der Wissenschaften an der Universität Rostock. Er ist außerdem Leiter der Arbeitsstelle „Ernst Barlach 2020. Kritische Studienausgabe der Briefe von Ernst Barlach“, Vorsitzender der Uwe Johnson-Gesellschaft (gemeinsam mit Ulrich Fries), Mitglied der Kommission Literaturwissenschaft der Berlin-Brandenburgischen Akademie der Wissenschaften, stellvertretender Vorsitzender der Johannes und Annitta Fries Stiftung und Mitglied des Direktoriums des landesweiten Zentrums für Lehrerbildung und Bildungsforschung Mecklenburg-Vorpommern (ZLB).
Neben seiner Arbeit oder Mitarbeit an Buchpublikationen entstand eine Vielzahl an Lexikonartikeln und Buchbesprechungen.

## Auszeichnungen
- 2003: Förderpreis für Literatur der Bayerischen Staatsregierung
- 2003: Habilitationspreis der Universität Erlangen-Nürnberg
- 2007: Dalberg-Preis für transdisziplinäre Nachwuchsforschung der Akademie gemeinnütziger Wissenschaften zu Erfurt
- 2012: Joachim-Jungius-Förderpreis für Lehre der Joachim-Jungius-Gesellschaft der Wissenschaften, Hamburg

## Werke

### Gedichtbände
- Bewahrt auf der Netzhaut. Gedichte (= Edition Muschelkalk der Literarischen Gesellschaft Thüringen e. V.; Band 8). Wartburg-Verlag, Weimar 2002, ISBN 3-86160-309-8.

### Sachbücher
- Beschreibung einer Beschreibung. Untersuchungen zu Uwe Johnsons Roman „Das dritte Buch über Achim“ (= Johnson-Studien; Band 1). Vandenhoeck & Ruprecht, Göttingen 1996, ISBN 3-525-20940-1.
- Zauberschwarze Welt, bewohnt. Zu Richard Leisings Gedicht „Der Rabe“. Langewiesche-Brandt, Ebenhausen bei München (Schäftlarn) 2006, ISBN 3-7846-0194-4. (Erstfassung veröffentlicht in: Leo Kreutzer, Jürgen Peters (Hrsg.): Welfengarten 2000. Jahrbuch für Essayismus. Revonnah-Verlag, Hannover 1999, ISSN 0941-5416, S. 137–156.)
- Naturgemäße Ordnung. Darstellung und Methode in Goethes Lehre von den Farben. Böhlau, Köln / Weimar / Wien 2004, ISBN 3-412-07904-9.
- (mit Kristin Felsner, Therese Manz:) Arbeitsbuch Lyrik(= Akademie Studienbücher Literaturwissenschaft). Akademie Verlag, Berlin 2009, ISBN 978-3-05-004434-7.
- Uwe Johnson (= Sammlung Flandziu; No. 2). Shoebox House Verlag, Hamburg 2017, ISBN 978-3-941120-29-7.
- (mit Stefanie Kohl, Mark Lemke:) Atlas, Mumie, Zifferblatt. Entdeckungen in der Hanse- und Universitätsstadt Rostock. Wallstein Verlag, Göttingen 2019, ISBN 978-3-8353-3229-4.

### Essays (Auswahl)
- Zwei Ansichten: Stasi von innen und Stasi von außen. Zu Uwe Johnsons Romanen Mutmassungen über Jakob und Das dritte Buch über Achim. In: Günther Rüther (Hrsg.): Literatur in der Diktatur. Schreiben im Nationalsozialismus und DDR-Sozialismus. Schöningh, Paderborn 1997, S. 357–369.
- Mickel, der Lehrer. „Die Gelehrtenrepublik“: Dichtung und Geschichte in den Schriften Karl Mickels. In: neue deutsche literatur. Zeitschrift für deutschsprachige Literatur, Heft 534 vom November/Dezember 2000, S. 119–129.
- Vom Material zum Roman. Zitieren und Erzählen in Uwe Johnsons Roman „Jahrestage“. In: Heinz Ludwig Arnold (Hrsg.): Uwe Johnson (= Edition text + kritik, Nr. 65/66). 2. Auflage, Neufassung. Richard Boorberg Verlag, München 2001, ISBN 3-88377-665-3, S. 149–169.
- Herr von Kleist und Frau Vogel beschließen ihren Tod und verwirren die Wissenschaft. Der Briefwechsel zwischen Heinrich von Kleist und Henriette Vogel als philologische Grenzsituation. In: Dorothea Lauterbach, Uwe Spörl, Uli Wunderlich (Hrsg.): Grenzsituationen. Wahrnehmung, Bedeutung und Gestaltung in der neueren Literatur. Vandenhoeck & Ruprecht, Göttingen 2002, ISBN 3-525-20821-9, S. 107–130.
- Alles andere begriff ich. Zur Kultbuchlektüre in und von Plenzdorfs „Die neuen Leiden des jungen W.“ In: Rudolf Freiburg, Markus May, Roland Spiller (Hrsg.): Kultbücher. Königshausen & Neumann, Würzburg 2004, ISBN 3-8260-2678-0, S. 77–99.
- Kompilator Kempowski. Das Echolot als Museum. In: Lutz Hagestedt (Hrsg.): Walter Kempowski. Bürgerliche Repräsentanz, Erinnerungskultur, Gegenwartsbewältigung. Walter de Gruyter, Berlin / New York 2010, ISBN 978-3-11-021473-4, S. 203–220.
- „Man wird es wohl zu komponieren haben, was man lebt.“ Zu den späten Texten von Elke Erb. In: Zeitschrift für deutsche Philologie, 131 (2012), S. 125–148.
- Ausnahmezustand. Zur Literatur der Wende. In: Norbert Otto Eke (Hrsg.): „Nach der Mauer der Abgrund“? (Wieder-)Annäherungen an die DDR-Literatur (= Amsterdamer Beiträge zur neueren Germanistik; 83). Rodopi, Amsterdam / New York 2013, ISBN 978-90-420-3653-6, S. 213–227.
- Seht, so ist es. Zum Werk von Jochen Missfeldt. In: Sprache im technischen Zeitalter, Heft 212 vom Dezember 2014, S. 491–497.
- Wie Uwe Johnson Schriftsteller wurde. Über den Autor und sein erstes Werk. In: Johnson-Jahrbuch, Band 25, Göttingen 2018, S. 127–146.

### (Mit-)Herausgaben
- (mit Bettina Knauer, Gunnar Och:) Hermenautik – Hermeneutik. Literarische und geisteswissenschaftliche Beiträge zu Ehren von Peter Horst Neumann. Königshausen & Neumann, Würzburg 1996, ISBN 3-8260-1217-8. (Darin von Helbig: Vergängliches bewahren. Zu Friedrich Rückerts Kindertodtenliedern, S. 153–162.)
- Johnsons „Jahrestage“. Der Kommentar. Herausgegeben von Holger Helbig, Klaus Kokol, Irmgard Müller, Dietrich Spaeth und Ulrich Fries. Unter Mitarbeit von Thomas Schmidt, Birgit Funke, Thomas Geiser, Ingeborg Gerlach und Rudolf Gerstenberg. Vandenhoeck & Ruprecht, Göttingen 1999, ISBN 3-525-20789-1.
- So noch nicht gezeigt. Uwe Johnson zum Gedenken. London 2004. Herausgegeben von Ulrich Fries, Robert Gillett, Holger Helbig, Astrid Köhler, Irmgard Müller. (Johnson-Studien), Vandenhoeck & Ruprecht, Göttingen 2006, ISBN 978-3-525-20946-2. (Darin von Helbig: Ein besonderes Verhältnis zum Gelde. Ökonomie und Poetik bei Uwe Johnson, S. 333–355.)
- Weiterschreiben. Zur DDR-Literatur nach dem Ende der DDR. Herausgegeben von Holger Helbig unter Mitarbeit von Kristin Felsner, Sebastian Horn und Therese Manz. Akademie Verlag, Berlin 2007, ISBN 978-3-05-004305-0. (Darin von Helbig: Weiterschreiben. Zum literarischen Nachleben der DDR, S. 1–7, und Wandel statt Wende. Wie man den Wenderoman liest/schreibt, während man auf ihn wartet, S. 75–88.)
- Peter Hacks: Die Höflichkeit der Genies. Ein Dramolett (= Kommentierte Werke in Einzelausgaben). Herausgegeben und mit einem Florilegium versehen von Holger Helbig. Aurora Verlag, Berlin 2014, ISBN 978-3-359-02535-1.
- Uwe Johnson: Historisch-kritische Ausgabe der Werke, Schriften und Briefe Uwe Johnsons. Ein Akademievorhaben der Berlin-Brandenburgischen Akademie der Wissenschaften. Herausgegeben von Holger Helbig und Ulrich Fries unter Mitarbeit von Katja Leuchtenberger. Rostocker Ausgabe. Suhrkamp Verlag, Berlin 2017 ff. (22 Bände in 43 Teilbänden.)
- Ernst Barlach: Die Briefe. Kritische Ausgabe in vier Bänden. Ein Editionsvorhaben der Ernst Barlach Stiftung Güstrow und des Ernst Barlach Hauses Hamburg an der Universität Rostock. Herausgegeben von Holger Helbig, Karoline Lemke, Paul Onasch und Henri Seel unter Mitarbeit von Volker Probst, Franziska Hell und Sarah Schossner. Suhrkamp Verlag, Berlin 2019, ISBN 978-3-518-42877-1.
- Barlach revisited. Eine kritische Bestandsaufnahme. Herausgegeben von Paul Onasch, Karoline Lemke und Holger Helbig. Wallstein Verlag, Göttingen 2021, ISBN 978-3-8353-3930-9.
- Johnson-Jahrbuch. Bände 1–10 (1994–2003) mit Ulrich Fries, ab Band 8 mit Ulrich Fries und Irmgard Müller. Bände 17 ff (seit 2011) mit Bernd Auerochs, Katja Leuchtenberger, Ulrich Fries.